# Niagassola
Niagassola (ou Nyagassola) est une ville et une sous-préfecture de Guinée, rattachée à la préfecture de Siguiri et la région de Kankan. Elle est située à proximité de la frontière avec le Mali, à 135 kilomètres de la commune urbaine de Siguiri.

## Culture et patrimoine
Berceau du balafon sacré, le Sosso Bala, inscrit en 2008 sur la liste représentative du patrimoine culturel immatériel de l'humanité.

## Géographie
Sa superficie est de 130 km2

### Relief
Niagassola se trouve au sud de Kita (Mali), dans la région montagneuse du Manding, à une altitude de 353 m.

### Climat
Niagassola possède un climat désertique de type BWh selon la classification de Köppen, avec une température annuelle moyenne de 28,5 °C et des précipitations d'environ 748,7 mm par an.

## Population
En 2016, le nombre d'habitants est estimé à 32 760, à partir d'une extrapolation officielle du recensement de 2014 qui en avait dénombré 30 640.

## Histoire
Niagassola est un village relativement récent, fondé au milieu du 19e siècle par les Peuls du clan Niagasso.

## Tourisme

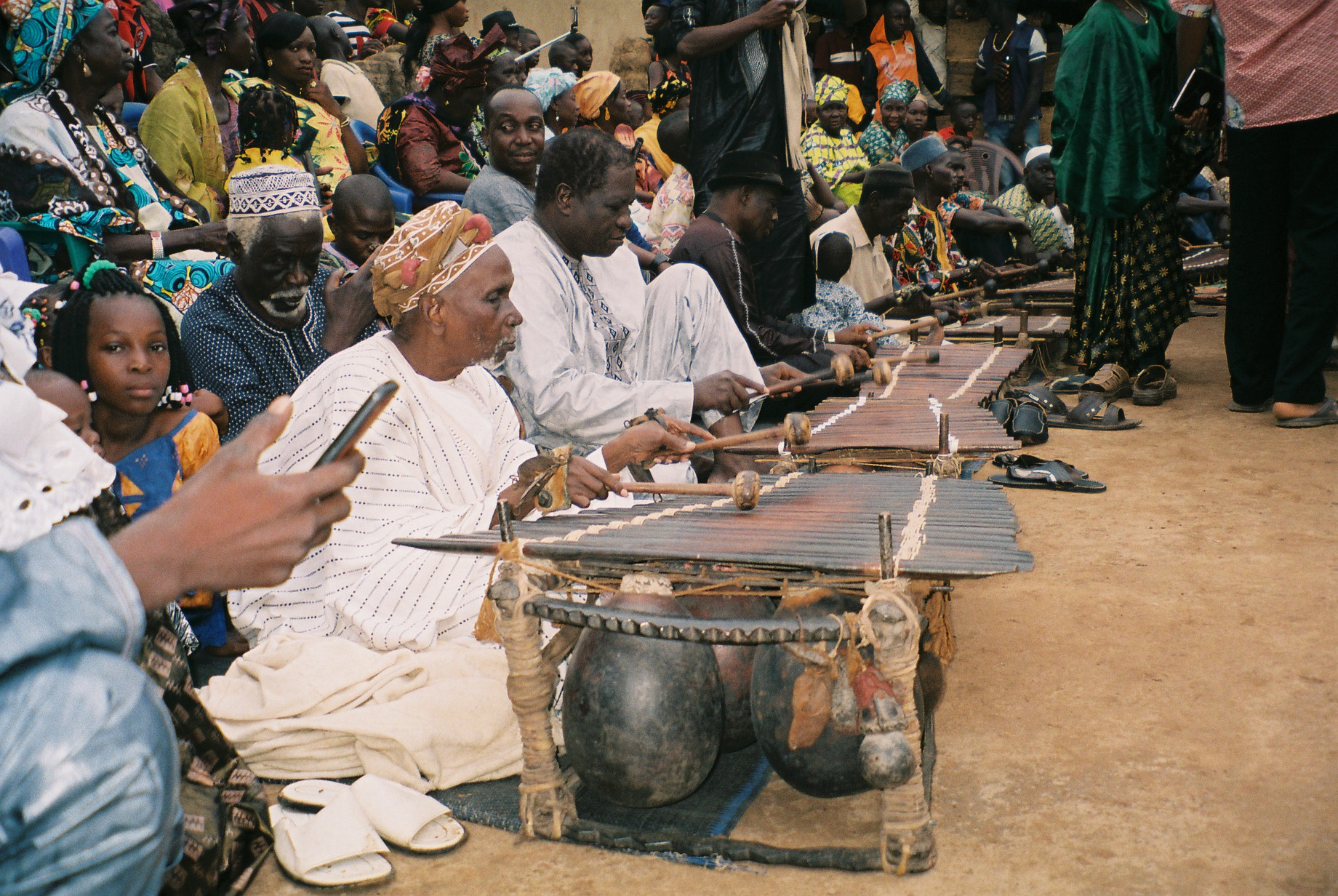
El Hadji Sékou Kouyaté jouant du Sosso Bala lors d'une cérémonie (2017).

Niagassola détient quelques atouts touristiques naturels, tels que la grotte du fondateur du village, la chute de Mali Toubab et ses poissons ou la chute des chauves-souris, ainsi que plusieurs vestiges historiques.
Le fort de Niagassola, dit « fort Gallieni » a été construit sur un promontoire rocheux après le traité de 1884. C'était en 1885 le plus méridional des cinq postes fortifiés du Soudan français.

Il se présente sous la forme d’une enceinte maçonnée rectangulaire d’environ 250 m sur 150, bordée au nord par un fossé d'une profondeur de 1,5 m. Le mur d’enceinte relie des postes de défense carrés, percés de meurtrières.

En ruines, ces vestiges sont envahis par la végétation, mais deux cimetières (français et musulman) sont régulièrement entretenus par la mission militaire. Dans le cimetière européen, on dénombre 24 tombes (dont des officiers indigènes) et dans le cimetière des tirailleurs, 4 tombes.
En 2018 le gouvernement guinéen lance la construction d'un musée pour la conservation et la valorisation du sosobala, avec l’objectif de faire de Niagassola une destination touristique à dimension internationale.